# ハビリロッキー
ハビリ ロッキー（Havili Rocky、1980年3月8日 - ）は、トンガ・ヌカロファ出身のラグビー選手。旧名「ロッキー・ハビリ」

## プロフィール
- ポジションはウィング(WTB)、センター(CTB)。
- 身長 182cm、体重 102kg
- ニックネームはロッキー。
- 日本国籍を取得している[2]。

## 略歴
9歳からラグビーを始めた。
オネハンガ高校、オークランドU21、イーストコーストを経て2007年、サントリーサンゴリアスに加入。同年11月10日に行われたジャパンラグビートップリーグ第3節のコカ･コーラウエストレッドスパークス戦に途中出場で公式戦初出場を果たす。
2009年、リコーブラックラムズに加入。
2012年、キヤノンイーグルスに加入。
2014年、ヤマハ発動機ジュビロに加入。
2018年、ヤマハ発動機ジュビロを退団した。